# La Cité de la peur (film, 1948)
Pour les articles homonymes, voir La Cité de la peur.
Pour plus de détails, voir Fiche technique et Distribution.
La Cité de la peur (anglais : Station West)  est un film d'espionnage américain réalisé par Sidney Lanfield, sorti en 1948.
Le film se déroule au 19e siècle. Le lieutenant Haven, des services secrets de l'armée américaine, est chargé d'enquêter sur le meurtre de deux soldats, qui convoyaient un chargement d'or. Arrivé incognito dans une petite ville du Far West, il ne tarde pas à faire la rencontre de Charlene, belle et mystérieuse jeune femme, sous le charme de qui il tombe.

## Synopsis
Après que deux soldats fédéraux se soient fait assassinés et volés de leur cargaison d'or, le lieutenant Haven arrive incognito dans une petite ville de l'Ouest. Lorsqu'il se rend dans un hôtel, l'employé assis à la réception, lui donne un avertissement sous forme de chanson à la guitare. Ensuite, Charlene, une belle chanteuse de saloon attire l'attention de Haven, qui fait ensuite la connaissance de Mme Caslon, la propriétaire de la mine d'or local. Le militaire découvre avec surprise que Charlene se fait aussi appeler Charlie lorsqu'elle monte sur scène.
De son côté, l'avocat de Charlie, Monsieur Bristow, a une dette de 6 000 $ et pourrait donc être impliqué dans le vol de l'or aux yeux de Haven. Dans la soirée, il rosse le videur du saloon au cours d'une bagarre et se voit ainsi offrir un poste de chef des transports pour l'or. L'ami de Charlie, Prince, quant à lui, devient de plus en plus jaloux de son intérêt pour Haven. Alors que Haven et Goddard 'il transportent une cargaison d'or, le premier est assommé et le deuxième tuer dans un guet à apens. Quand Haven revient à lui, il parvient à traquer et rattraper le voleur, qu'il tue de sang froid. Souhaitant savoir d'où il venait, il lâche son cheval, qu'il suit jusqu'à son écurie attenant à une scierie appartenant à Charlie. Haven se prétend alors comme un homme de main travaillant pour Charlie. On le charge de transporter l'or volé dans les sacoches des chevaux en ville vers Charlie et Prince.
Cachant l'or dans un endroit sûr, il confronte Prince et Charlie et après quelques allers-retours avec l'or par Haven, Charlie convainc Bristow qu'il doit affronter Haven. Celui-ci le convainc plutôt qu'il est la prochaine cible de Prince et Charlie car il en sait trop. Terrifié, l'avocat tente de s'enfuir mais est abattu par Prince. Haven est coincé mais après avoir persuadé le shérif de l'arrêter pour le crime, Haven s'échappe et apprend que les hommes de Charlie prévoient de se déguiser en soldats pour voler l'or de Mme Caslon.
Il déjoue ce complot, puis revient au saloon, pour arrêter Charlie, mais aussi parce qu'il est amoureux d'elle. Prince se faufile avec l'intention de tirer sur Haven mais sa balle frappe Charlie à la place. Haven tue Prince. Avant de mourir, Charlie dit à Haven qu'elle l'aime et Haven avoue son amour pour elle.
Haven s'éloigne ensuite alors que l'homme qui chantait au début du film, reprend sa chanson.

## Fiche technique
- Titre : La Cité de la peur
- Titre original : Station West
- Réalisation : Sidney Lanfield
- Scénario : Frank Fenton, Winston Miller, d'après de roman de Luke Short
- Production : Robert Sparks, RKO Radio Pictures Inc.
- Producteur exécutif : Dore Schary
- Directeur de la photographie : Harry J. Wild
- Musique : Heinz Roemheld

Chansons The Sun shining warm et Sometime remind me to tell you : paroles de Mort Greene, musique de Leigh Harline
- Son : Frank Sarver, Terry Kellum
- Directeurs artistiques : Albert S. D'Agostino, Feild Gray
- Décors : James Altwies, Darrell Silvera
- Costumes (robes) : Renié
- Maquillage : Gordon Bau
- Effets spéciaux : Russell A. Cully
- Montage : Frederic Knudtson
- Pays d'origine :  États-Unis
- Langue originale : anglais
- Format : noir et blanc – 35 mm – 1,37:1 – mono (RCA Sound System)
- Genre : western
- Durée : 80 minutes
- Dates de sortie : 
  -  États-Unis : 16 octobre 1948
  -  France : 22 juin 1949

## Distribution
- Dick Powell (VF : Marc Cassot) : Lieutenant Haven, services secrets de l'armée américaine
- Jane Greer (VF : Françoise Gaudray) : Charlene / Charlie
- Agnes Moorehead (VF : Héléna Manson) : Madame Mary Caslon, propriétaire de la mine d'or
- Tom Powers (VF : Claude Péran) : Capitaine George Isles
- Gordon Oliver (VF : Raymond Loyer) : Prince, joueur et associé de Charlie
- Steve Brodie (VF : Jean Berton) : sous-lieutenant Stellman
- Guinn 'Big Boy' Williams (VF : Alfred Argus) : Mick Marion
- Raymond Burr (VF : Jacques Beauchey) : Mark Bristow, avocat
- Regis Toomey (VF : Claude Bertrand) : Jim Goddard, conducteur, enquêteur de la Wells Fargo
- Charles Middleton (VF : Camille Guérini) : Le shérif
- John Doucette (VF : Henry Valbel) : Le barman
- Olin Howlin : Le cuisinier, au camp de base
- John Berkes : Sam, le pianiste sourd
- John Kellogg (VF : Albert Montigny) : Ben
- Grant Withers (non crédité) : Whitey

## Autour du film
- La Cité de la peur (Station West) est le seul western tourné par Dick Powell.
- Raymond Burr (acteur célèbre pour les séries télévisées L'Homme de fer / Perry Mason) interprète ici un avocat poltron et joueur.
- Agnes Moorehead, qui a joué dans des films célèbres tels que Citizen Kane d'Orson Welles ou Les Passagers de la nuit de Delmer Daves, a également tourné dans une série télévisée connue Ma sorcière bien-aimée (Bewitched) où elle tenait le rôle d'Endora, sorcière et belle-mère de Jean-Pierre.